# تكثيف

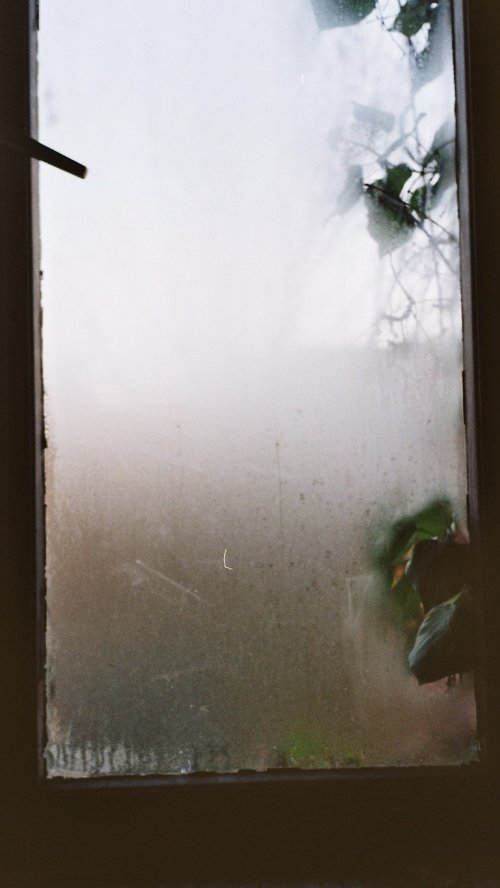
تكثف الماء على زجاج المنازل في البلاد الباردة

التكثف  هو تحول حالة المادة من غاز إلى سائل. تتم العملية بالنسبة للمادة النقية عند درجة حرارة معينة تدعى نقطة التكثيف، وهي نفسها نقطة التبخر لنفس المادة.

## تطبيقات التكاثف في الصناعة

### محطات القوى البخارية
تعدّ عملية تكثيف البخار في محطات القوى التي تعمل بالبخار لإدارة العنفات من التكنولوجيات المتفوقة. فمن ناحية يُعاد الماء المتكثف بعد دفعه للعنفة إلى خزان الماء المغلي الذي يولد البخار إذ لا يأتي هذا الماء من الخارج، ومن ناحية أخرى فهي عملية ضرورية في الديناميكا الحرارية لرفع قدرة تحويل الطاقة الحرارية إلى طاقة حركية أو طاقة كهربائية.
من وجهة نظر الديناميكا الحرارية ترتفع قدرة آلة على إنتاج الطاقة بازدياد الفارق في درجة الحرارة بين الحرارة الابتدائية 1 ودرجة الحرارة النهائية 2.
انطلاقا من قوانين الديناميكا الحرارية السابق ذكره باختصار، تعمل جمع محطات إنتاج الطاقة الكهربية بلا استثناء سواء كانت تعمل بالفحم أو الكيروسين أو بالطاقة النووية، فكلها تعتمد على دائرة بخارية لتشغيل العنفات. وجميعها يعتمد في إنتاجه على توليد البخار عال الحرارة - تصل درجة حرارة البخار فيها بين 850 درجة مئوية للمحطات التي تعمل بالكيروسين إلى نحو 450 درجة مئوية للمحطات النووية وتحت ضغوط كبيرة - ثم إعادة الماء المتكثف للتسخين من جديد.

### شبكات التسخين والتدفئة
في المصانع الكيمائية الكبيرة حيث تمتد وسائل الإنتاج عبر العديد من المباني والورش يصبح تكثيف البخار من العمليات الاقتصادية التي توفر تكلفة الإنتاج، خصوصا وأن إمداد المعامل بالطاقة يتم فيها في مراحل كثيرة بواسطة بخار الماء. فبعد إمداد الطاقة للورشة والأجهزة بالبخار، يُجمع الماء المتكثف من بخار الماء بوساطة شبكة أنابيب كبيرة، وهذا الماء يكون عادة ماء نظيفا طاهرا، ويعاد إلى خزان التسخين لإنتاج البخار من جديد. ويمكن بتكثيف الماء واعادته للتشغيل في مصنع كبير أن يوفر المصنع ملايين اليورو سنويا.
كذلك شبكات التسخين والتدفئة في القطارات أو في شبكات التدفئة بالبيوت والمنازل تعتمد أحيانا علي البخار المتولد عن الماء الساخن، حيث تعمل تلك الشبكات عند ضغط أعلى قليلا عن الضغط الجوي وتكون حرارة الشبكة في حدود 100 درجة مئوية.

## المبادرة
يبدأ التكثيف بتكوين مجموعات ذرية جزيئية لهذه المادة في حجمها الغازي - على غرار تكوين قطرة مطر أو ندفة ثلج في السحب - أو عند ملامسة هذا الطور الغازي لسطح سائل أو صلب. وفي السحب، يمكن تحفيز ذلك عن طريق بروتينات نووية الماء التي تنتجها ميكروبات الغلاف الجوي القادرة على ربط جزيئات الماء الغازية أو السائلة.

## التكثيف في هياكل البناء
يعد التكثيف في هياكل البناء أمرًا غير مرغوب فيه لأنه يمكن أن يسبب الرطوبة، مشاكل العفن، وتعفن الخشب، والتآكل، وإضعاف جدران الملاط والبناء، وتكاليف الطاقة بسبب زيادة نقل الحرارة. ولحل هذه المشاكل من الضروري تقليل رطوبة الهواء الداخلي أو تحسين التهوية في المبنى. ويمكن القيام بذلك بعدة طرق، مثل فتح النوافذ، وتشغيل الأغطية، واستخدام مزيلات الرطوبة، وتجفيف الملابس في الخارج، وتغطية الأواني والمقالي أثناء الطهي. وقد يتم تركيب أنظمة تكييف الهواء أو التهوية للمساعدة في إزالة الرطوبة من الهواء وتحريك الهواء في جميع أنحاء المبنى. ويمكن زيادة كمية بخار الماء التي يمكن أن تتراكم في الهواء بمجرد رفع درجة الحرارة. ومع ذلك، يمكن أن يكون هذا سلاحًا ذا حدين، لأن معظم التكثيف في المنزل يحدث عندما يتلامس الهواء الدافئ المحمل بالرطوبة مع سطح بارد. عندما يبرد الهواء، لا يعود بإمكانه الاحتفاظ بقدر كبير من بخار الماء. يؤدي هذا إلى ترسب الماء على السطح البارد. يكون هذا ملحوظًا جدًا عند استخدام التدفئة المركزية في الشتاء مع النوافذ الزجاجية المفردة.